# Cyclophora depupillata
Cyclophora depupillata är en fjärilsart som beskrevs av Franz Dannehl 1933. Cyclophora depupillata ingår i släktet Cyclophora och familjen mätare. Inga underarter finns listade i Catalogue of Life.